# Łazik zaroślowy
Łazik zaroślowy (Xenicus longipes) – gatunek małego, wymarłego ptaka z rodziny barglików (Acanthisittidae). W trzech podgatunkach zasiedlał wyspy Nowej Zelandii.
Na głównych wyspach Nowej Zelandii zasiedlał gęste górskie lasy, zaś na mniejszych wysepkach przybrzeżne lasy i zarośla. Wyróżniane były następujące podgatunki:
- Xenicus longipes stokesii G.R. Gray, 1862 – po raz ostatni widziany był na Wyspie Północnej w 1949 roku[5]
- Xenicus longipes longipes (J.F. Gmelin, 1789) – po raz ostatni widziany był na Wyspie Południowej w 1972 roku[5]
- Xenicus longipes variabilis Stead, 1936 – zamieszkiwał Wyspę Stewart i sąsiednie wysepki; po raz ostatni widziany był w 1965 roku[5]

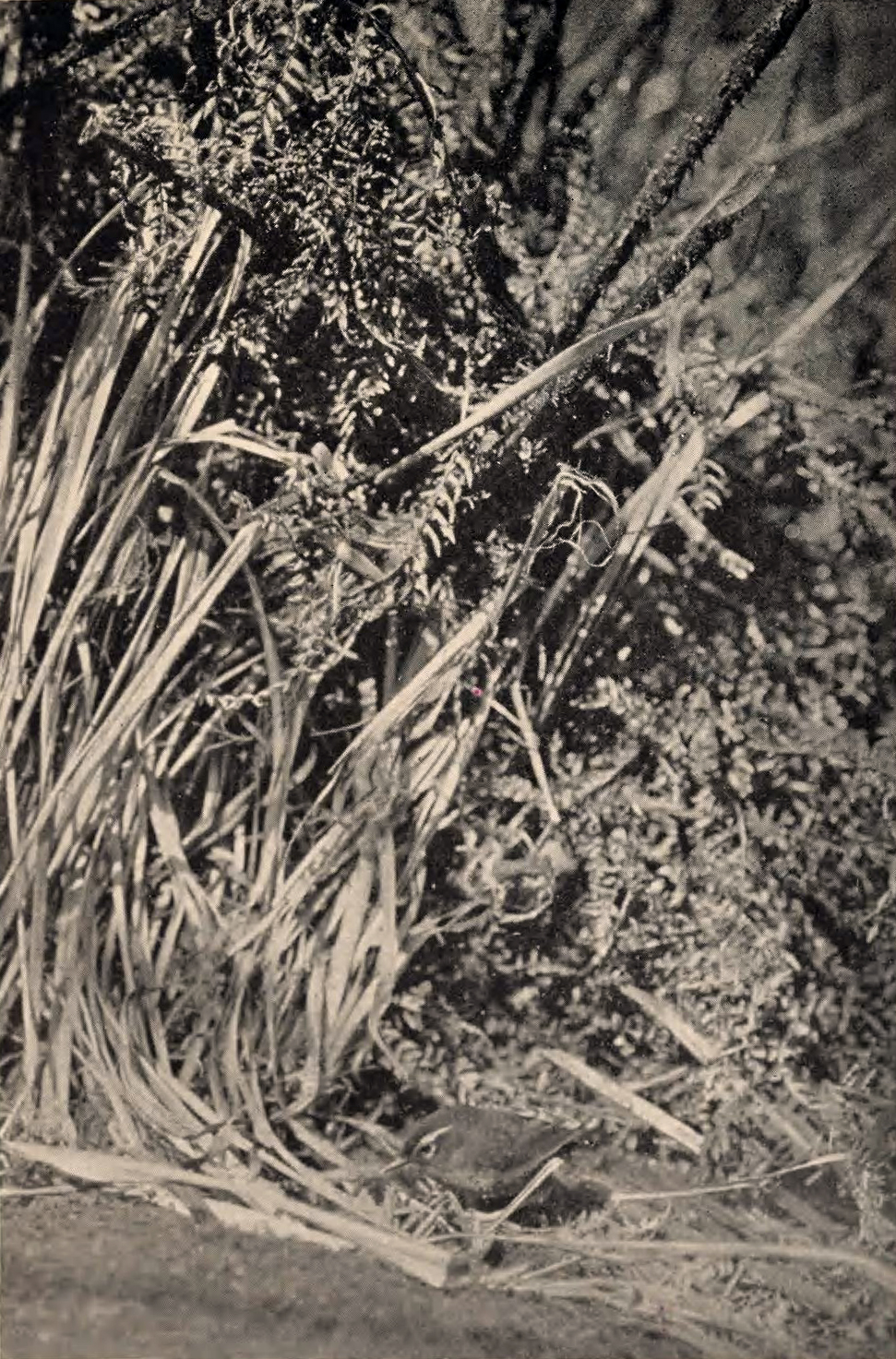
Jedna z nielicznych fotografii łazika zaroślowego – zdjęcie wykonano w 1911 roku

Łazik zaroślowy był oliwkowozielony, z jasną piersią. Miał białą brew i czarną maskę na oku. Charakteryzował się także delikatnym, szarym dziobem i jasnooliwkowymi nogami. Długość ciała 9–10 cm; masa ciała około 16 g.
Do wymarcia gatunku przyczyniły się introdukowane na wyspy drapieżniki, na które był szczególnie narażony, gdyż gnieździł się na ziemi.